# Las arrecogías del beaterio de Santa María Egipciaca
Las arrecogías del beaterio de Santa María Egipciaca es una obra de teatro de José Martín Recuerda, escrita en 1970. La censura prohibió su representación en ese momento y no se pudo estrenar hasta 1977, una vez instaurado en España el régimen democrático.

## Argumento
La obra recrea un episodio de la vida de la heroína liberal Mariana Pineda y su lucha, junto a otras mujeres, contra el absolutismo del rey Fernando VII, siendo acusadas de prostitución (las arrecogías), en la Granada del primer tercio del siglo XIX, apresadas y torturadas.

## Personajes
- Palmira.
- Rosita.
- Carmela.
- Magdalena.
- Arcipreste.

## Estreno
- Teatro de la Comedia, Madrid, 4 de febrero de 1977.
  - Dirección: Adolfo Marsillach.
  - Escenografía: Montse Amenos, Isidro Prunes.
  - Intérpretes: Concha Velasco, María Luisa Ponte, Pilar Bardem, Natalia Duarte, Mercedes Lezcano, Francisco Marsó, Pilar Muñoz, Carmen Lozano, Margarita García Ortega, Mari Paz Ballesteros, Antonio Iranzo , Adela Escartín.

## Curiosidades
La actriz protagonista del estreno, Concha Velasco, conoció a quien sería su marido durante las representaciones de la obra.